# إد بور
إد بور (بالإنجليزية: Ed Burr)‏ هو شخصية أعمال أمريكي، ولد في 25 أكتوبر 1956 في جاكسونفيل في الولايات المتحدة.